# Idioma gula'alaa
El idioma gula'alaa es una lengua salomonense sudoriental la cual es hablada cerca de la isla Malaita, en las Islas Salomón.